# The storm inside
The storm inside is een studioalbum van Bert Heinen alias Like Wendy.

## Inleiding
Na twee albums op muziekcassette en cd-r in eigen beheer kreeg Bert Heinen de gelegenheid een album uit te brengen via een in neoprog gespecialiseerd platenlabel. Progarchives kwam in terugblik tot de omschrijving “rustiger versie” van IQ, Arena en Pendragon met lange rustige melodielijnen en lange solo’s op gitaar en toetsen; juist hetgeen waar de progressieve rock in de jaren tachtig aan onderdoor ging door de punk en new wave. Opnamen vonden plaats in The Attic (de zolder) in Spakenburg. 

## Musici
- Bert Heinen (voor drumstel pseudoniem Marien) -  gitaren, zang, toetsinstrumenten, drummachine, drumstel

## Muziek
Alle teksten en muziek van Heinen, behalve One more chance muziek tevens van Peter Knipmeijer

| Nr. | Titel | Duur  |
| --- | --- | ----- |
| 1.  | Blue velvet skies                                                                                          | 5:58  |
| 2.  | (On the threshold of) Another day (A:Fading magic, B: One more chance, C: I miss the nights, D:Your words) | 10:45 |
| 3.  | Falling star                                                                                               | 3:17  |
| 4.  | Birth | 10:38 |
| 5.  | Prince X                                                                                                   | 5:38  |
| 6.  | The storm inside                                                                                           | 12:41 |
| 7.  | Never abandon                                                                                              | 6:07  |
| 8.  | Shine on memory                                                                                            | 10:19 |